# アルハンブラ (小惑星)
アルハンブラ (3851 Alhambra) は小惑星帯に位置する小惑星である。高知県芸西村の芸西観測所で関勉が発見した。
クラシック・ギターの愛好家でもある発見者が、フランシスコ・タレガの『アルハンブラの思い出』(Recuerdos de la Alhambra) にも歌われているアルハンブラ宮殿に因んで命名した。

## 註
1. ↑  関勉. “関勉が発見した小惑星一覧”. 関勉公式ホームページ. 2021年10月19日閲覧。
2. ↑  “(3851) Alhambra = 1950 MC = 1960 RA = 1965 CD = 1973 SE4 = 1973 ST2 = 1986 UZ”.   MPC. 2021年9月22日閲覧。